# Акфред (граф Тулузы)
Акфре́д (фр. Acfred, умер после 843) — граф Тулузы в 842—843.

## Биография
Происхождение Акфреда неизвестно. В 842 году король Западно-Франкского государства Карл II Лысый выступил против короля Аквитании Пипина II. При этом он в июне того же года лишил союзника Пипина, маркиза Септимании Бернара, Тулузы, передав её Акфреду. Бернар отказался подчиниться и восстал, присоединившись к Пипину II. В 843 году он изгнал Акфреда из Тулузы, однако король не признал этого захвата.
После казни Бернара в 844 году Карл II назначил правителем Тулузы графа Руэрга Фределона. Возможно, что к тому моменту Акфред был уже мёртв.